# Affaire du Crédit lyonnais
L'affaire du Crédit lyonnais,,, est une affaire politico-financière française des années 1990. Le montant des pertes, qui s'élèvent à plus de 130 milliards de francs, en fait l'un des plus grands scandales financiers de l'Histoire, au même titre que le scandale de Panama, un siècle plus tôt. Cette affaire a touché principalement, et dans un premier temps, plusieurs filiales du Crédit lyonnais, à savoir : Crédit Lyonnais Bank Nederland (CLBN), Société de banque occidentale (SdBO), International Bankers SA (IBSA) et Altus Finance.

## Chronologie des faits
- novembre 1988 : alors que la gauche revient au pouvoir, Pierre Bérégovoy nomme Jean-Yves Haberer au poste de président[5] ; le Crédit lyonnais devient le premier réseau bancaire européen à la suite de multiples acquisitions[6] ;
- 1990 : le financier italien Giancarlo Parretti via Pathé Communication Corporation rachète la MGM avec le soutien de deux filiales du Crédit lyonnais, la Crédit Lyonnais Bank Nederland et la Société de Banque Occidentale, pour un montant de 1,3 milliard de dollars[7] ;
- 1991 : MGM est au bord de la faillite[8] ; la SASEA et Executive Life font faillite[9],[10] ;
- 1992 : l'activité économique française ralentit et l'immobilier connaît une crise qui affecte les positions d'Altus Finance[11] ; le Crédit lyonnais enregistre ses premières pertes qui s'élèvent à 1,8 milliard de francs[6] ;
- 1993 : le Crédit lyonnais publie un nouveau bilan déficitaire et affiche des pertes historiques de 6,9 milliards de francs[12] ; la valeur des participations industrielles du Crédit lyonnais passe à 52 milliards de francs, contre 9,7 milliards en 1988[13] ; son portefeuille immobilier totalise 100 milliards de francs[14] ;
- février 1993  : Bernard Tapie, alors ministre, vend Adidas via la SdBO[15] ;
- 1er mai 1993 : Pierre Bérégovoy se suicide[16] ;
- novembre 1993 : Jean-Yves Haberer est remplacé par Jean Peyrelevade à la tête du Crédit Lyonnais[17] ;
- 1994 : une commission d'enquête parlementaire est organisée ainsi qu'un premier plan de sauvetage du Crédit Lyonnais via la création de l'Omnium immobilier de gestion (OIG)[18],[6] ;
- mars 1995 : un deuxième plan de sauvetage est en œuvre avec la création du Consortium de réalisation (CDR)[6] ;
- 5 mai 1996 : un incendie détruit le siège parisien du Crédit Lyonnais[19] ;
- août 1996 : le ministre Jean Arthuis engage des poursuites judiciaires contre les anciens dirigeants du Crédit Lyonnais[20] ;
- 1997 : les pertes du Consortium de réalisation sont évaluées par Bercy et Karel Van Miert à 100,2 milliards de francs[21] ;
- 19 août 1997 : un incendie du dépôt d'archives de la IBSA au Havre détruit 30 000 mètres cubes d'archives[22] ;
- septembre 1998 : mise en examen de Jean-Yves Haberer et François Gille[23],[24] ;
- février 1999 : le California Insurance Department intente un procès au Crédit Lyonnais[25]; Jean Peyrelevade, Jean-François Hénin, Jean-Yves Haberer et François Gille seront mis en examen par la justice américaine en décembre 2003[26] ;
- été 1999 : le Crédit Lyonnais est privatisé[27] ;
- 2002 : en novembre, l'État vend ses parts restantes dans le Crédit Lyonnais[28] ; en décembre, le Crédit agricole fait une OPA sur le Crédit Lyonnais[29] ;
- 2005 : le Crédit lyonnais devient LCL[30] ;
- novembre 2013 : l'État emprunte 4,5 milliards d'euros pour solder la dette du CL[31].

## Une situation devenue incontrôlable
Le Crédit lyonnais (alors propriété de l'État), et plusieurs de ses filiales, sont au cœur d'une série d'enquêtes menées par la Commission bancaire française concernant des malversations qui conduisent le CL à la quasi-faillite en 1993 à cause d'investissements massifs (dont ceux opérés par le truchement d'une filiale aux Pays-Bas) dans la Metro-Goldwyn-Mayer.
L'ombre de Pierre Bérégovoy, alors Ministre des Finances, plane sur cette affaire, car le juge Thierry Jean-Pierre, met en lumière en 1991 la persistance de découverts bancaires jugés « faramineux » accordés par la SDBO, la filiale du Crédit lyonnais, aux membres de la famille Bérégovoy. Apparaît ainsi un découvert de 199 737,20 francs au mois d’avril 1993. Puis, de nouveau, on trouve la trace de prêts d’argent aux membres de la famille Bérégovoy, notamment à sa fille Lise, de cadeaux à son épouse Gilberte, ainsi que des aides ponctuelles consenties à Pierre Bérégovoy entre 1986 et 1988.
Début 1994, un premier rapport parlementaire dénonce le système des avances et prêts à risques, notamment dans le domaine immobilier, qui anticipaient la plus-value envisagée sur ces opérations immobilières. L'affaire du Crédit lyonnais a mis en valeur certaines des causes financières de la crise du logement.
Le 5 mai 1996, alors qu'une plainte du Ministre des finances Jean Arthuis vise Jean-Yves Haberer, président du Crédit Lyonnais, et Jean-Claude Trichet, directeur du Trésor, le siège central parisien du Crédit Lyonnais est ravagé par un incendie qui soulève de nombreux doutes quant à son caractère accidentel, notamment en raison des multiples départs d'incendies durant cette nuit-là,,. Le Crédit lyonnais sauve toutefois ses activités de marché grâce à une salle de marché de secours prête à fonctionner.
Un an plus tard, le 19 août 1997, les archives de la filiale IBSA sont détruites dans un entrepôt situé dans le port autonome du Havre lors d'un incendie jugé inexplicable.
Dès 1994, l'Omnium Immobilier de Gestion (OIG) est créé pour reprendre un ensemble d'actifs compromis du Groupe Crédit lyonnais en difficulté, en particulier 41 milliards de francs de crédits immobiliers dont le remboursement est rendu aléatoire par la crise que connaît le marché immobilier depuis le début des années 1990. Ce portefeuille de créances est alors garanti par l'État français à hauteur de 12,4 milliards de francs.
L'OIG a une existence courte, le premier plan de sauvetage du Crédit lyonnais se révèle rapidement insuffisant et, dès 1995, un second plan plus vaste (environ 120 milliards de francs) doit être mis en place au travers du Consortium de réalisation (CDR), une structure de cantonnement et de défaisance qui reprend alors le portefeuille de l'OIG ainsi que pour 28,3 milliards d'euros d'actifs douteux et compromis du Groupe Crédit Lyonnais. Le principe consiste à séparer les actifs et créances compromis de la partie considérée comme saine. Les créances douteuses sont logées dans la filiale CDR, et cette dernière est ensuite cédée à un établissement d'État, l'EPFR, créé pour l'occasion. À l'issue de cette opération, le Crédit Lyonnais se retrouve amaigri mais avec un portefeuille assaini. De son côté, l'État récupère un ensemble d'actifs et de créances posant problème.
En 2005, le Consortium de réalisation (CDR), héritier du passif de la banque, accepte de payer 525 millions de dollars au département des Assurances de Californie pour mettre fin aux poursuites judiciaires dans le cadre de l'affaire Executive Life. Cette compagnie d'assurances américaine, au bord de la faillite, avait été rachetée dans les années 1990 par la MAAF grâce à un financement du Crédit lyonnais, mais la justice américaine considère que la mutuelle n'était qu'un prête-nom pour la banque. Or, à cette époque, il était interdit pour une banque d'acquérir une compagnie d'assurance américaine.
Fin 1992, Bernard Tapie devenu ministre souhaite vendre Adidas pour éviter tout conflit d'intérêts et confie un mandat de vente au Crédit lyonnais. Le Crédit lyonnais effectue un montage opaque par laquelle elle revend Adidas à une société écran offshore qu'elle contrôle avec une option de revente avec plus value à Robert Louis-Dreyfus. De plus, le Crédit lyonnais saisit les actions de la société Bernard Tapie Finance que détient Bernard Tapie et les met en liquidation. Bernard Tapie estime que le Crédit lyonnais l'a berné par ce montage opaque qui ne respecte pas les obligations du mandataire à exécuter le mandat de bonne foi dans l'intérêt de son client, donc sans conflit d'intérêts. Il engage alors avec le mandataire liquidateur de Bernard Tapie Finance et des actionnaires minoritaires une longue procédure judiciaire qui se conclut en 2008 par la décision d'un tribunal arbitral qui lui octroie 285 millions d'euros de dommages et intérêts (dont 45 millions d'euros au titre du préjudice moral, ce qui est un record en France), plus les intérêts. Une somme de 405 millions d'euros non imposable est versée peu après par l'État français qui reprend les dettes du Crédit Lyonnais à Bernard Tapie en exécution de cette sentence arbitrale. Les conditions de recours à cette sentence arbitrale sont très controversées au niveau politique et font l'objet de plusieurs recours en annulation devant les juridictions administratives pour contester l'autorisation donnée par Christine Lagarde, alors ministre des finances, de recourir à l'arbitrage plutôt que la justice ordinaire. Tous ces recours devant les juridictions administratives sont rejetés. De plus, une instruction de la Cour de justice de la République, compétente pour juger les ministres, vise Christine Lagarde pour rechercher d'éventuelles infractions pénales qu'elle aurait commises. Cette dernière est placée sous le statut de témoin assisté le 24 mai 2013. Dans un autre volet pénal non ministériel de cette affaire, Pierre Estoup, l'un des trois juges arbitraux est mis en examen pour escroquerie en bande organisée. L'arbitrage de 2008 est finalement annulé par la cour d'appel de Paris, le 17 février 2015.